# Леклер, Артюр
Артюр Леклер (фр. Arthur Leclerc; род. 14 октября 2000 года, Монте-Карло) — автогонщик из Монако. Брат гонщика Формулы-1 Шарля Леклера. Чемпион Азиатской Формулы-3 в сезоне 2022. Он будет выступать в ФИА Формуле-2 за DAMS в сезоне 2023.
Выступал во Французской Формуле-4 в 2018 году, в ADAC Формуле-4 в 2019 году, в Европейской Формуле-3 в 2020 году, и в чемпионате ФИА Формулы-3 в сезонах 2021—2022 годов.

## Статистика выступлений

### Сводная таблица
| Сезон   | Серия                                         | Команда                     | Старты                     | Победы                     | Поулы                      | БК                         | Подиумы                    | Очки                       | Место                      |
| ------- | --------------------------------------------- | --------------------------- | -------------------------- | -------------------------- | -------------------------- | -------------------------- | -------------------------- | -------------------------- | -------------------------- |
| 2017–18 | Формула E                                     | Вентури                     | Пилот по развитию          | Пилот по развитию          | Пилот по развитию          | Пилот по развитию          | Пилот по развитию          | Пилот по развитию          | Пилот по развитию          |
| 2018    | Французская Формула-4                         | Академия ФФСА               | 20                         | 2                          | 1                          | 1                          | 8                          | 199                        | 6                          |
| 2018–19 | Формула E                                     | Вентури                     | Пилот по развитию          | Пилот по развитию          | Пилот по развитию          | Пилот по развитию          | Пилот по развитию          | Пилот по развитию          | Пилот по развитию          |
| 2019    | ADAC Формула-4                                | US Racing-CHRS              | 20                         | 1                          | 1                          | 2                          | 8                          | 202                        | 3                          |
| 2019–20 | Формула E                                     | Рокит Вентури               | Тест-пилот/Резервный пилот | Тест-пилот/Резервный пилот | Тест-пилот/Резервный пилот | Тест-пилот/Резервный пилот | Тест-пилот/Резервный пилот | Тест-пилот/Резервный пилот | Тест-пилот/Резервный пилот |
| 2020    | Региональный европейский формульный чемпионат | Prema Powerteam             | 23                         | 6                          | 7                          | 2                          | 15                         | 343                        | 2                          |
| 2020    | Кубок Европы Альпин Эльф                      | Racing Technology           | 1                          | 0                          | 0                          | 0                          | 0                          | 0                          | НКЛ1                       |
| 2021    | Формула-3                                     | Prema Racing                | 20                         | 2                          | 1                          | 2                          | 3                          | 79                         | 10                         |
| 2022    | Региональный азиатский формульный чемпионат   | Mumbai Falcons India Racing | 15                         | 4                          | 1                          | 1                          | 9                          | 218                        | 1                          |
| 2022    | Формула-3                                     | Prema Racing                | 18                         | 1                          | 0                          | 1                          | 2                          | 114                        | 6                          |
| 2023    | Формула-2                                     | DAMS                        | 2                          | 0                          | 0                          | 0                          | 0                          | 8                          | 8*                         |

1. ↑  Леклер был приглашенным гонщиком, результаты пилота не шли в зачёт.

* — Сезон продолжается. 

### Формула-1
| Легенда к таблице |                                                                    |
| --- | ------------------------------------------------------------------ |
| В таблице перечислены результаты всех Гран-при Формулы-1, в которых принимал участие гонщик. Строками таблицы являются сезоны, столбцами — этапы чемпионата мира. В каждой клетке указаны сокращённое название этапа и результат, дополнительно обозначенный цветом. Расшифровка обозначений и цветов представлена в нижеследующей таблице. |                                                                    |
| \| Пример \| Описание \| \| ------------ \| ------------------------------------------------------------------ \| \| 1 \| Победитель \| \| 2 \| Второе место \| \| 3 \| Третье место \| \| 5 \| Финишировал, заработав очки \| \| Сход \| Не финишировал, но при этом заработал очки \| \| 12 \| Финишировал, не получив очков \| \| НКЛ \| Финишировал, но не попал в финальную классификацию \| \| 15 \| Участвовал вне зачёта, либо по отдельной классификации \| \| 18 \| Не финишировал, но попал в финальную классификацию \| \| Сход \| Не финишировал \| \| НКВ \| Не прошёл квалификацию \| \| НПКВ \| Не прошёл предквалификацию \| \| ДСК \| Дисквалифицирован \| \| ИСК \| Исключён из протокола соревнований \| \| ТТ \| Заявлен для участия только в тренировках \| \| НС \| Участвовал в квалификации, но не стартовал в гонке \| \| Т \| Травмирован или болен \| \| ОТК \| Отказ от участия \| \| НТР \| Прибыл на соревнования, но на трассу не выезжал \| \| НПР \| Был заявлен в числе участников, но не прибыл к началу соревнований \| \| О \| Соревнования отменены \| \| \| Не участвовал \| \| Поул-позиция \| \| \| Быстрый круг \| \| |                                                                    |
| Пример | Описание                                                           |
| 1 | Победитель                                                         |
| 2 | Второе место                                                       |
| 3 | Третье место                                                       |
| 5 | Финишировал, заработав очки                                        |
| Сход | Не финишировал, но при этом заработал очки                         |
| 12 | Финишировал, не получив очков                                      |
| НКЛ | Финишировал, но не попал в финальную классификацию                 |
| 15 | Участвовал вне зачёта, либо по отдельной классификации             |
| 18 | Не финишировал, но попал в финальную классификацию                 |
| Сход | Не финишировал                                                     |
| НКВ | Не прошёл квалификацию                                             |
| НПКВ | Не прошёл предквалификацию                                         |
| ДСК | Дисквалифицирован                                                  |
| ИСК | Исключён из протокола соревнований                                 |
| ТТ | Заявлен для участия только в тренировках                           |
| НС | Участвовал в квалификации, но не стартовал в гонке                 |
| Т | Травмирован или болен                                              |
| ОТК | Отказ от участия                                                   |
| НТР | Прибыл на соревнования, но на трассу не выезжал                    |
| НПР | Был заявлен в числе участников, но не прибыл к началу соревнований |
| О | Соревнования отменены                                              |
| | Не участвовал                                                      |
| Поул-позиция |                                                                    |
| Быстрый круг |                                                                    |

| Сезон | Команда          | Шасси         | Двигатель              | Ш | 1   | 2   | 3   | 4   | 5   | 6   | 7   | 8   | 9   | 10  | 11  | 12  | 13  | 14  | 15  | 16  | 17  | 18  | 19  | 20  | 21  | 22  | 23  | 24       | Место | Очки |
| ----- | ---------------- | ------------- | ---------------------- | - | --- | --- | --- | --- | --- | --- | --- | --- | --- | --- | --- | --- | --- | --- | --- | --- | --- | --- | --- | --- | --- | --- | --- | -------- | ----- | ---- |
| 2024  | Scuderia Ferrari | Ferrari SF-24 | Ferrari 066/12 1,6 V6T | P | БАХ | САУ | АВС | ЯПО | КИТ | МАЙ | ЭМИ | МОН | КАН | ИСП | АВТ | ВЕЛ | ВЕН | БЕЛ | НИД | ИТА | АЗЕ | СИН | США | МЕХ | САП | ЛАС | КАТ | АБУ тест | —     | —    |